# Phạm Ngọc Mậu
Phạm Ngọc Mậu (1919 – 1993), Quê quán Thượng Hiền, Kiến Xương, Thái Bình, là một cựu tướng lĩnh Quân đội nhân dân Việt Nam, hàm Thượng tướng. Ông từng giữ chức Phó Chủ nhiệm Tổng cục Chính trị (1961-1988), Phó Chủ tịch Ủy ban bảo vệ thanh thiếu niên nhi đồng. Đại biểu Quốc hội Việt Nam Khóa 3 và khoá 5; Huân chương Hồ Chí Minh.

## Tham gia Cách mạng
Ông tên thật là Phạm Ngọc Quyết, sinh năm 1919, quê ở huyện Kiến Xương ,tỉnh Thái Bình
Đầu năm 1938, ông tham gia tổ "Tương tế" nông dân và Đoàn thanh niên Dân chủ, từ đó chịu ảnh hưởng của phong trào Mặt trận Dân chủ Đông Dương. Tháng 11 năm 1939, ông được kết nạp vào Đảng Cộng sản Đông Dương và được chỉ định vào Ban Chấp hành Thanh niên Phản đế huyện Kiến Xương, phụ trách Trung đội trưởng tự vệ huyện Kiến Xương, Thái Bình.
Năm 1940, ông bị thực dân Pháp bắt kết án 10 năm tù khổ sai và 10 năm quản thúc, giam tại các nhà lao: Thái Bình, Hỏa Lò, Sơn La, Hoà Bình, Chợ Chu. Sau đó, thực dân Pháp lại đưa ông về nhà tù Sơn La. Tháng 3 năm 1945, Nhật đảo chính Pháp, lợi dụng thời cơ ông và một số đồng chí trốn thoát về Sơn Tây thì bắt liên lạc với Tỉnh ủy Sơn Tây và được Xứ ủy Bắc kỳ quyết định bổ sung vào Ban Chấp hành Đảng bộ tỉnh Sơn Tây, phụ trách công tác ở thị xã Sơn Tây, huyện Tùng Thiện, Bất Bạt, Quảng Oai.

## Tham gia Quân đội
Tháng 8 năm 1945, sau khi ông tham gia khởi nghĩa giành chính quyền ở tỉnh Sơn Tây, được tỉnh uỷ phân công phụ trách quân sự tỉnh. Tháng 12 năm 1945, ông là Khu phó Khu 2, Chính uỷ Khu 1, Khu uỷ viên kiêm Bí thư Quân khu uỷ, Trưởng ban Kiểm tra Khu uỷ, sau đó là Phó Bí thư Khu uỷ. Tháng 8 năm 1948, ông là cán bộ kiểm tra khu Việt Bắc, Thường vụ Quân khu uỷ, sau đó là Chính uỷ Trung đoàn 121. Tháng 6 năm 1948, ông được bầu làm Khu uỷ viên Liên khu Việt Bắc. Năm 1949, ông là chính uỷ Trung đoàn 246 bảo vệ khu căn cứ địa Trung ương, Ủy viên Ban Căn cứ địa Trung ương. Tháng 5 năm 1951, ông là Phó Chính uỷ, rồi Chính uỷ, Bí thư Đảng uỷ Đại đoàn 351, 305.
Năm 1955, ông là Chủ nhiệm Chính trị rồi Phó Chính uỷ Bộ Tư lệnh Pháo binh, Bí thư Đảng uỷ Bộ Tư lệnh Pháo binh. Năm 1956, ông là Cục trưởng Cục Cán bộ Bộ Tổng Tham mưu, Bí thư Ban Chấp hành Đảng bộ cơ quan Bộ Tổng tham mưu. Năm 1957, ông là Cục trưởng Cục Điều động, sau được đề bạt Tổng cục trưởng Tổng cục Cán bộ, Bí thư Đảng uỷ cơ quan Tổng cục Cán bộ. Năm 1959, ông là Cục trưởng Cục Tổ chức Tổng cục Chính trị.
- Từ năm 1961 đến 1988, ông là Phó Chủ nhiệm Tổng cục Chính trị, Bí thư Đảng uỷ cơ quan Tổng cục Chính trị, Ủy viên Ủy ban Kiểm tra Quân sự Trung ương.
- Phó Chủ tịch Ủy ban bảo vệ thanh thiếu niên nhi đồng.
- Ông là Đại biểu Quốc hội Việt Nam Khóa 3 và 5.
- Ông qua đời ngày 23 tháng 11 năm 1993 tại Hà Nội.

## Lịch sử thụ phong quân hàm
| Cấp bậc | Thiếu tướng | Trung tướng | Thượng tướng |  |  |  |  |  |  |  |
|         |             |             |              |  |  |  |  |  |  |  |

## Vinh danh
Ông được Nhà nước và Đảng Cộng sản Việt Nam trao tặng:
- Huân chương Hồ Chí Minh
- Huân chương Quân công (2 hạng Nhất, 1 hạng Ba)
- Huân chương Chiến thắng hạng Nhất
- Huân chương Kháng chiến hạng Nhất
- Huân chương Kháng chiến chống Mỹ hạng Nhất
- Huân chương Chiến công hạng Nhất
- Huân chương Chiến sĩ vẻ vang hạng Nhất, Nhì, Ba
- Huy chương Quân kỳ Quyết thắng
- Huy hiệu 50 năm tuổi Đảng.
- Một con đường tại Quận Thanh Khê, Thành phố Đà Nẵng được gắn biển mang tên ông [4][5]. [cần dẫn nguồn]

## Gia đình
Con trai ông, Phạm Ngọc Nguyên, sinh năm 1949, cũng là một cựu tướng lĩnh Quân đội nhân dân Việt Nam, từng giữ chức Phó Tư lệnh Quân chủng Phòng không - Không quân, hàm Thiếu tướng.Con trai út của ông, Phạm Ngọc Thắng, sinh năm 1961, Thiếu tướng, nguyên Phó chính ủy Học viện Kỹ thuật quân sự.